# ソフィア・ティス・エラザス
ソフィア・ティス・エラザス・ケ・ザニアス（ギリシア語: Σοφία της Ελλάδας και Δανίας, 1914年6月26日 - 2001年11月3日）は、ギリシャの王族。ゲオルギオス1世の孫娘の一人で、「ギリシャ王女およびデンマーク王女」の称号を有した。

## 生涯

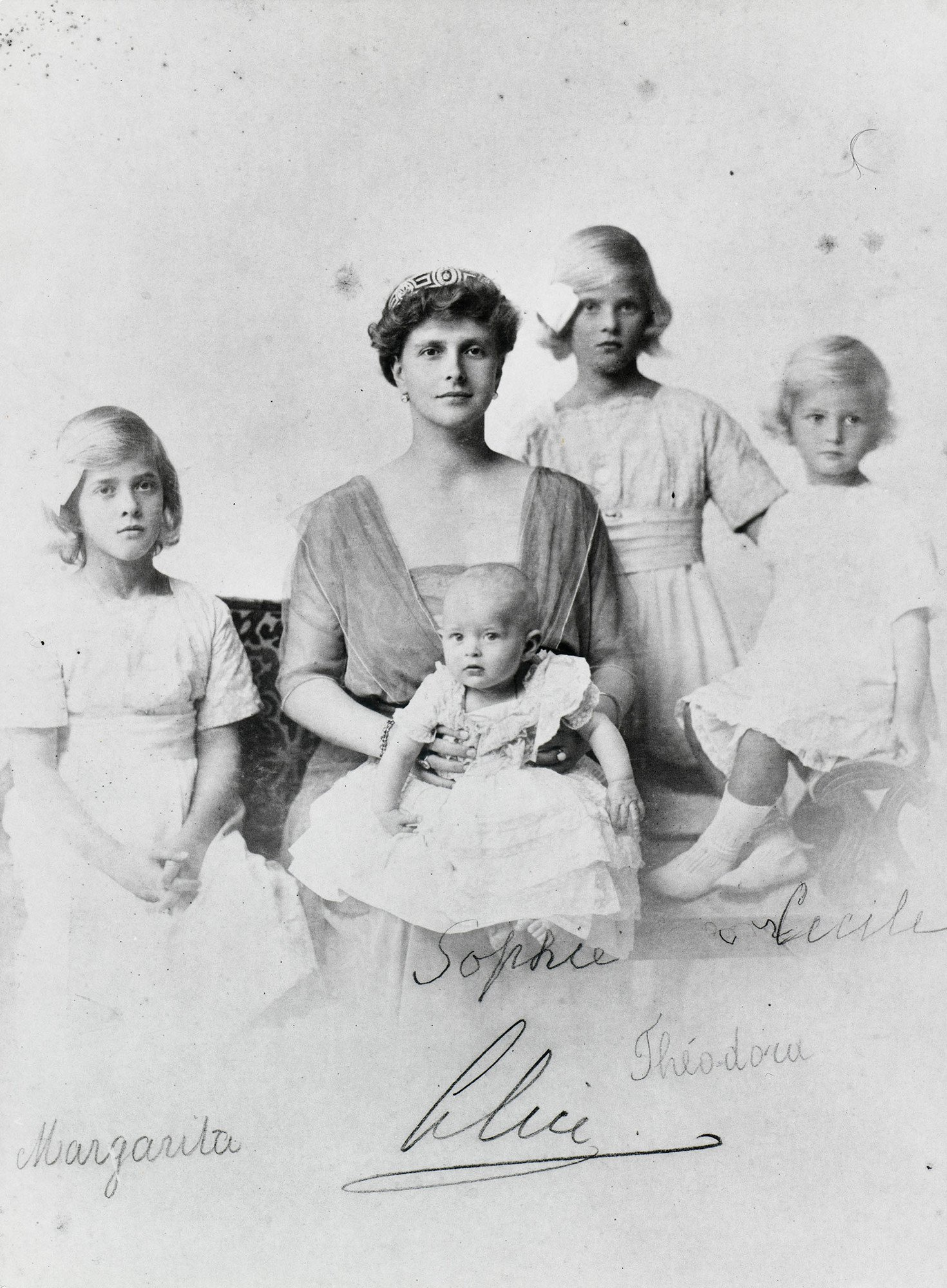
母と姉に囲まれるソフィア

ゲオルギオス1世の四男アンドレアス王子とその妻アリス・オブ・バッテンバーグの四女、第四子として、ギリシャのコルフ島で生まれた。母方の祖父はイギリスに帰化したドイツ貴族の初代ミルフォード＝ヘイヴン侯爵ルイス・アレグザンダー・マウントバッテンである。弟のフィリッポス（フィリップ）は、イギリス女王エリザベス2世と結婚し、エディンバラ公の呼び名で知られる。3人の姉マルガリタ（ホーエンローエ＝ランゲンブルク侯爵夫人）、セオドラ（バーデン辺境伯夫人）、セシリア（ヘッセン大公世子妃）と同様、ソフィアもドイツ王侯と結婚することになった。
フィリップが産まれるまで末っ子だった彼女は、家族から「タイニー(Tiny)」の愛称で呼ばれていた。
1930年12月5日、ヘッセン＝カッセル公子クリストフと結婚した。クリストフはフィンランド王に選出されたこともあるヘッセン＝カッセル方伯家家長フリードリヒ・カールと、その妻でドイツ皇帝ヴィルヘルム2世の妹であるマルガレーテの末息子であった。クリストフはまたイギリスのヴィクトリア女王の曾孫であるため、同じくヴィクトリア女王の玄孫であるソフィアとは親戚関係にあった。クリストフは1943年にイタリア、フォルリ近郊のアペニン山脈上空で起きた飛行機事故に巻き込まれて死んだ。
1946年4月23日、ソフィアはブラウンシュヴァイク公エルンスト・アウグスト3世の次男ゲオルク・ヴィルヘルムと再婚した。ゲオルク・ヴィルヘルムはハノーファー王子の称号を持ち、またドイツ皇帝ヴィルヘルム2世の外孫で、ソフィア同様ヴィクトリア女王の玄孫だった。
ソフィアは2001年にドイツのミュンヘンで亡くなった。

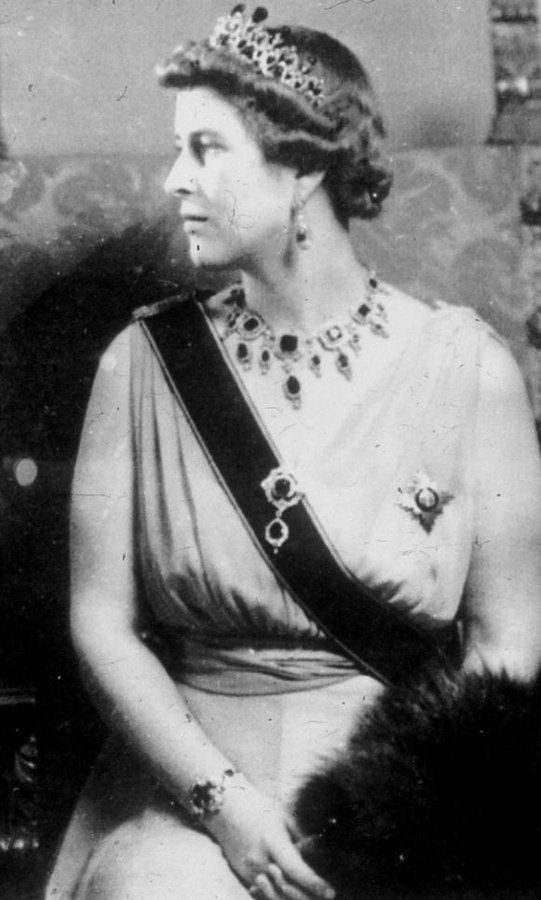
1943年、ソフィア

## 子女
最初の夫クリストフとの間に5人の子女をもうけた。
- クリスティーナ・マルガレーテ（1933年 - ） - 1956年にユーゴスラビア王子アンドレイと結婚（1962年に離婚）、1962年にオランダの詩人ロベルト・フローリス・ファン・アイク（建築家アルド・ファン・アイクの兄）と再婚（1982年に離婚）
- ドロテア・シャルロッテ・カリン（1934年 - 2002年） - 1959年、ヴィンディシュ＝グレーツ侯子フリードリヒと結婚
- カール・アドルフ・アンドレアス（1937年 -  2022年） - 1966年、サパーリ伯爵夫人イヴォンヌと結婚
- ライナー・クリストフ・フリードリヒ（1939年 - ）
- クラリッサ・アリーツェ（1944年 - ）

2番目の夫ゲオルク・ヴィルヘルムとの間に3人の子女をもうけた。
- ヴェルフ・エルンスト・アウグスト・アンドレアス・フィリップ・ゲオルク・ヴィルヘルム・ルートヴィヒ・ベルトルト（1947年 - 1981年）
- ゲオルク・パウル・クリスティアン（1949年 - ）
- フリーデリケ・エリーザベト・ヴィクトリア・ルイーゼ・アリス・オルガ・テオドラ・ヘレーネ（1954年 - ）